# الجويرة
قرية الجويرة هي إحدى القرى التابعة لمركز برج العرب في محافظة الإسكندرية في جمهورية مصر العربية. حسب إحصاءات سنة 2018، بلغ إجمالي السكان في الجويرة 3,294 نسمة، منهم 1,666 رجل و 1,628 امرأة.